# Anotylus nitidifrons
Anotylus nitidifrons är en skalbaggsart som först beskrevs av Thomas Vernon Wollaston 1871.  Anotylus nitidifrons ingår i släktet Anotylus och familjen kortvingar. Inga underarter finns listade i Catalogue of Life.